# التعليم القائم على الأدلة

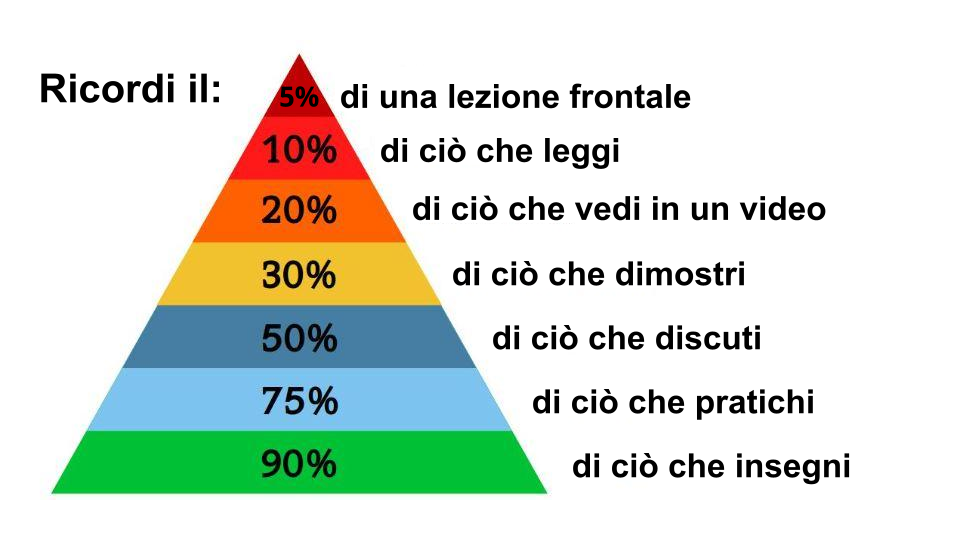
الهرم التعليمي

التعليم القائم على الأدلة (EBE)، والمعروف أيضًا باسم التدخلات القائمة على الأدلة، هو نموذج يستخدم فيه صانعو السياسة والمربون أدلة تجريبية لاتخاذ قرارات مستنيرة بشأن التدخلات التعليمية (السياسات والممارسات والبرامج). وبعبارة أخرى، تستند القرارات إلى الأدلة العلمية وليس الرأي. بدأ التعليم القائم على الأدلة في تسعينيات القرن الماضي بعد تبني الممارسة القائمة على الأدلة (EBP) في الطب والمجالات الأخرى. اكتسبت المزيد من التقدير بعد إصدار التقارير القائمة على البحث مثل لوحة القراءة الوطنية (2000 الولايات المتحدة الأمريكية)، وتقرير وزارة التعليم الأستراليه (2005)  والمراجعة المستقلة لتدريس القراءة المبكرة (روز تقرير 2006) (المملكة المتحدة).
حدث هذا في نفس الوقت تقريبًا مثل الدراسات الدولية مثل برنامج تقييم الطلاب الدوليين (PISA) في عام 2000 والتقدم في الدراسة الدولية لمحو أمية القراءة (PIRLS) في عام 2001.
ظهر البحث العلمي (SBR)  ، أيضًا الممارسة القائمة على الأدلة في التعليم، لأول مرة في التشريع الفيدرالي للولايات المتحدة في قانون التميز في القراءة  وبعد ذلك في برنامج الإصلاح المدرسي الشامل. ومع ذلك، فقد برزت في الولايات المتحدة الأمريكية بموجب قانون عدم ترك أي طفل وراءهم لعام 2001 (NCLB)، الذي يهدف إلى مساعدة الطلاب في رياض الأطفال حتى الصف 3 الذين يقرؤون دون مستوى الصف. تم توفير التمويل الفيدرالي لبرامج التعليم وتدريب المعلمين التي «تستند إلى أبحاث القراءة القائمة على أساس علمي». تم استبدال NCLB في عام 2015 بقانون كل طالب ناجح (ESSA).
في عام 2002م، أنشأت وزارة التعليم الأمريكية معهد علوم التربية (IES) لتقديم أدلة علمية لتوجيه ممارسات وسياسات التعليم. نظرًا لأن العديد من المعلمين وواضعي السياسات ليسوا من ذوي الخبرة في تقييم الدراسات العلمية،  تم إنشاء العديد من المنظمات غير الربحية لتقييم الدراسات البحثية بشكل نقدي وتقديم تحليلها بطريقة سهلة الاستخدام. انظر تقييم وفهم البحث

## القبول والمخاوف
لم يتم تبني EBP بسهولة في جميع أنحاء مجال التعليم، مما دفع البعض إلى اقتراح أن مهنة التدريس في الروضة حتى الصف الثاني عشر قد فقدت احترامها بسبب ثقافتها المنفردة من العلم والفشل في اعتماد البحث التجريبي كمحدد رئيسي لممارساتها. ذكر عالم الأعصاب مارك سيدنبرج أن «روحًا علمية أقوى (في التعليم) يمكن أن توفر دفاعًا مطلوبًا بشدة ضد العلوم السيئة»، خاصة في مجال تعليم القراءة المبكرة. كما دعم الباحثون الآخرون المؤثرون في علم النفس التربوي والعلوم المعرفية وعلوم الأعصاب، مثل ستانيسلاس ديهاين  وميشيل فايول ، وجهة نظر دمج العلوم في الممارسات التعليمية.
يشير المشككون إلى أن EBP في الطب غالبًا ما ينتج عنه نتائج متضاربة، فلماذا يجب على المعلمين قبول EBP في التعليم. ويشعر آخرون بأن EBE «يحد من الفرص المتاحة للمهنيين التربويين لممارسة حكمهم حول ما هو مرغوب فيه تعليميًا في حالات معينة».
يقترح آخرون أنه لا ينبغي على المعلمين الحصول على نتائج البحث وتنفيذها مباشرةً في الفصل الدراسي؛ وبدلاً من ذلك، فإنهم يدافعون عن نهج مُعدّل، ويدعو البعض إلى التدريس القائم على الأدلة الذي يجمع بين البحث وأنواع أخرى من الأدلة بالإضافة إلى الخبرة الشخصية والحكم الجيد. (لتوضيح الأمر، يستخدم البعض مصطلح التدريس القائم على الأدلة ليعني «الممارسة التي تتأثر بأدلة البحث القوية».)  لا يزال البعض الآخر يقول أن هناك «ترابطًا متبادلًا بين العلم والتعليم»، ويجب أن يصبح المدرسون أفضل تدريبًا في علوم البحث و «يأخذون العلم على محمل الجد بما فيه الكفاية» لمعرفة كيف يمكن لأساليبها أن تفيد ممارساتهم.
أعرب ديفيد هارجريفز (أكاديمي) من المملكة المتحدة عن قلقه من أن EBE ليس لديها مجموعة كافية من المعرفة ذات الصلة التي تمكنها من أن تصبح مهنة قائمة على البحث؛ ولكن منذ ذلك الحين، تم إجراء الكثير من الأبحاث وتقييمها  (انظر أدناه).
يقول البعض، مثل الحديث المستقيم عن الأدلة ،  أن التقارير حول الأدلة في التعليم تحتاج إلى التدقيق للتأكد من دقتها أو إخضاعها لعلم الميتاسينس (البحث في البحث).

## تقييم وفهم البحث
تقوم المنظمات التالية بتقييم البحث في البرامج التعليمية، أو تساعد المعلمين على فهم البحث.

### موسوعة أفضل دليل (BEE)
موسوعة أفضل الأدلة (BEE) هو موقع مجاني تم إنشاؤه من قبل مركز الإصلاح المستند إلى البيانات في التعليم التابع لكلية التربية والتعليم بجامعة جونز هوبكنز (تم إنشاؤه في عام 2004) ويتم تمويله من قبل معهد علوم التعليم، وزارة التعليم الأمريكية. يقدم للمعلمين والباحثين مراجعات حول قوة الأدلة التي تدعم مجموعة متنوعة من برامج اللغة الإنجليزية المتاحة للطلاب في الصفوف من K – 12 ‏ . تغطي المراجعات برامج في مجالات مثل الرياضيات والقراءة والكتابة والعلوم والإصلاح المدرسي الشامل والتعليم في مرحلة الطفولة المبكرة . ويتضمن مواضيع مثل فعالية التكنولوجيا والقراء المتعثرين .
تختار BEE المراجعات التي تفي بالمعايير العلمية المتسقة وتتعلق بالبرامج المتاحة للمعلمين.
يتم تصنيف البرامج التعليمية في المراجعات وفقًا للقوة الإجمالية للأدلة التي تدعم آثارها على الطلاب كما هو محدد من خلال الجمع بين جودة تصميم البحث وحجم تأثيرها . يحتوي موقع BEE على شرح لتفسيرهم لحجم التأثير وكيف يمكن النظر إليه على أنه نسبة مئوية. يستخدم الفئات التالية من التصنيفات:
- دليل قوي على الفعالية
- دليل معتدل على الفعالية
- دليل محدود على الفعالية: دليل قوي على آثار متواضعة
- أدلة محدودة على الفعالية: أدلة ضعيفة ذات تأثير ملحوظ
- لا توجد دراسات مؤهلة

#### برامج القراءة
في عام 2019، أصدرت BEE مراجعة لأبحاث حول 61 دراسة لـ 48 برنامجًا مختلفًا للقراء الذين يعانون في المدارس الابتدائية. 48٪ كانت تجارب عشوائية و16٪ شبه تجارب. تم إجراء الغالبية العظمى في الولايات المتحدة الأمريكية، والبرامج قابلة للتكرار، والدراسات التي أجريت بين عامي 1990 و2018، كانت مدتها لا تقل عن 12 أسبوعًا. استخدمت العديد من البرامج التدريس القائم على الصوتيات و / أو واحد أو أكثر مما يلي: التعلم التعاوني، والتعليم التكيفي المدعوم بالتكنولوجيا (انظر التكنولوجيا التعليمية)، والمهارات المعرفية، والوعي الصوتي، وقراءة الكلمات، والطلاقة، والمفردات، والتعلم متعدد الحواس، والتهجئة والقراءة الموجهة والقراءة والفهم وتحليل الكلمات والمناهج المنظمة ومحو الأمية المتوازنة (نهج غير صوتي). بشكل ملحوظ، يوضح الجدول 5 (الصفحة 88) متوسط أحجام التأثير المرجح للبرامج بالطريقة التي أجريت بها (أي عن طريق المدرسة، عن طريق الفصل الدراسي، عن طريق التعليمات التكيفية المدعومة بالتكنولوجيا، من خلال التدريس الفردي إلى مجموعة صغيرة، ومن خلال التدريس الفردي). يسرد الجدول 8 (الصفحة 91) 22 برنامجًا تلبي معايير ESSA للتصنيفات القوية والمعتدلة، وحجم تأثيرها.
خلصت المراجعة إلى أن أ) النتائج كانت إيجابية بالنسبة للدروس الفردية، ب) كانت النتائج إيجابية ولكن ليست كبيرة بالنسبة للدروس الجماعية الفردية، ج) لم تكن هناك اختلافات في النتائج بين المعلمين ومساعدي التدريس كمعلمين د) لم يكن للتدريس التكيفي المدعوم بالتكنولوجيا نتائج إيجابية، هـ) مناهج الفصل الدراسي بالكامل (التعلم التعاوني في الغالب) ونهج المدرسة بأكملها التي تضم دروسًا تم الحصول عليها للقرّاء الذين يعانون من صعوبات كبيرة مثل تلك التي وجدت في التدريس الفردي، واستفاد العديد من الطلاب، و) النهج التي تمزج بين تحسينات الفصول الدراسية والمدرسة، مع التدريس للطلاب الأكثر عرضة للخطر، لديها أكبر إمكانات لأكبر عدد من القراء الذين يعانون.
يقدم الموقع أيضًا نشرة إخبارية  من روبرت سلافين، مدير مركز البحث والإصلاح في التعليم  يحتوي على معلومات حول التعليم حول العالم.

### مخططات لتنمية الشباب الصحية
تقدم مخططات تنمية الشباب الصحية سجلاً للتدخلات القائمة على الأدلة مع «أقوى دعم علمي» فعال في تعزيز مسار عمل صحي لتنمية الشباب.

### مؤسسة الوقف التربوي
تم تأسيس مؤسسة Endowment Foundation في عام 2011 من قِبل The Sutton Trust ، كمؤسسة خيرية رائدة في شراكة مع Impetus Trust ، إلى جانب كونها مركز ما يعمل من أجل التعليم في المملكة المتحدة. تقدم مجموعة أدوات التعليم والتعلم عبر الإنترنت، قابلة للتنزيل، لتقييم ووصف مجموعة متنوعة من التدخلات التعليمية وفقًا للتكلفة والأدلة والأثر . كمثال، يقوم بتقييم ووصف برنامج قراءة الصوتيات لعام 2018 بتكلفة منخفضة وأدلة واسعة النطاق وتأثير معتدل.

### دليل ESSA
بدأ دليل ESSA  في عام 2017 وأنتجه مركز البحوث والإصلاح في التعليم (CRRE)  في كلية التربية بجامعة جونز هوبكنز. يقدم معلومات محدثة مجانية حول برامج PK-12 الحالية في القراءة والكتابة والرياضيات والعلوم وغيرها التي تستوفي معايير قانون كل طالب ناجح (ESSA) (سياسة التعليم العام للولايات المتحدة K – 12 الموقعة من قبل الرئيس أوباما في عام 2015). كما يوفر معلومات حول البرامج التي تلبي معايير ESSA بالإضافة إلى تلك التي لا تلبيها.
على سبيل المثال، هناك ثلاث فئات من البرامج قيد القراءة : الفصل بأكمله، والقراء المناضلون، ومتعلمو اللغة الإنجليزية. يمكن تصفية البرامج حسب ما يلي: تصنيف أدلة ESSA (قوي، معتدل، وواعد)، الصف، المجتمع (الريف، الضواحي، الحضري)، المجموعات (أمريكي من أصل أفريقي، أمريكي آسيوي، إسباني، أبيض، غداء مجاني ومخفض السعر، الإنجليزية المتعلمين، والتعليم الخاص)، ومجموعة متنوعة من الميزات مثل التعلم التعاوني والتكنولوجيا والدروس، وما إلى ذلك. اعتبارًا من يونيو 2020، كان هناك 89 برنامج قراءة في قاعدة البيانات. بعد التصفية للحصول على نتائج قوية ، الصفوف 1-2، ووجبات غداء مجانية وبأسعار مخفضة، بقي 23 برنامجًا. يمكن تقييم كل برنامج وفقًا لما يلي: عدد الدراسات وعدد الطلاب ومتوسط حجم التأثير وتقييم ESSA والتكلفة ووصف البرنامج والنتائج ومتطلبات التنفيذ.

### غرفة مقاصة ما يعمل (WWC)
يقيم What Works Clearinghouse (WWC)  ، الذي تم إنشاؤه في عام 2002، العديد من البرامج التعليمية، في اثني عشر فئة، من حيث جودة وكمية الأدلة والفعالية. يتم تشغيله من قبل المركز الوطني الاتحادي لتقييم التعليم والمساعدة الإقليمية (NCEE)، وهو جزء من معهد علوم التربية والتعليم (IES)  يسمح لك الموقع باستخدام الفلاتر للعثور على نوع البرامج التي تهمك، قم بتخطيطها وعرض معلومات عن الدرجات ونوع البرنامج وطريقة التسليم (فردي أو مجموعة صغيرة أو فئة كاملة) ونتائج محددة. على سبيل المثال، اعتبارًا من حزيران (يونيو) 2020، حقق الموقع نتائج على 231 برنامجًا لمحو الأمية، ولكن عند التصفية حسب الصف الأول والثاني ، نوع الفصل العام مقابل نوع الفصل الدراسي، الفصل بالكامل والمجموعة الصغيرة ، والمدارس العامة فقط، فإنه يعطي نتائج في أربعة برامج .
بعض المخاوف التي تم التعبير عنها بشأن WWC هي أنه يبدو أنه يواجه صعوبة في مواكبة البحث حتى لا يكون حديثًا؛ وعندما لا يكون البرنامج مُدرجًا في قاعدة بياناتهم، قد يكون أنه لم يستوف معاييرهم أو أنهم لم يراجعوه بعد، لكنك لا تعرف أيهما. بالإضافة إلى ذلك، تحدث مباشرة عن الأدلة  ، من تأليف فريق السياسة المستندة إلى الأدلة لشركة Arnold Ventures LLC ، في 16 يناير 2018 عن مخاوف بشأن صحة التقييمات التي قدمتها WWC. وتقول إن WWC في بعض الحالات أبلغ عن «نتيجة أولية عندما لم تجد المضبوطة عالية الجودة أي آثار كبيرة على نتائج تعليمية أكثر أهمية ونهائية».
ملخص التغييرات يناير 2020 على إجراءات ومعايير WWC متاح على موقعهم.

### البرامج الاجتماعية التي تعمل وتحدث مباشرة عن الأدلة
تتم إدارة البرامج الاجتماعية التي تعمل  و Straight Talk on Evidence  بواسطة فريق السياسات المستند إلى الأدلة التابع لشركة Arnold Ventures LLC. يتألف الفريق من القيادة السابقة للتحالف من أجل السياسة القائمة على الأدلة ، وهي منظمة غير ربحية وغير حزبية تدعو إلى استخدام التجارب العشوائية ذات الشواهد (RCTs) في قرارات السياسة. يقدم معلومات عن اثني عشر نوعا من البرامج الاجتماعية بما في ذلك التعليم.
تقوم البرامج الاجتماعية التي تعمل بتقييم البرامج وفقًا لمراكز RCTs الخاصة بها وتمنحها أحد التصنيفات الثلاثة.
- المستوى الأعلى : البرامج التي تحتوي على اثنين أو أكثر من التجارب العشوائية المضبوطة القابلة للتكرار والمُدارة بشكل جيد (أو RTC متعدد المواقع)، في إعدادات مجتمعية نموذجية تنتج نتائج مستدامة كبيرة.
- بالقرب من Top Tier : البرامج التي تلبي جميع عناصر معيار Top Tier تقريبًا ولكنها تحتاج إلى تكرار RCT آخر لتأكيد النتائج الأولية.
- المستوى الإيحائي : تبدو البرامج مرشحة قوية مع بعض أوجه القصور. تنتج آثارًا إيجابية كبيرة استنادًا إلى واحدة أو أكثر من التجارب العشوائية المضبوطة التي تم إجراؤها جيدًا (أو الدراسات التي تلبي هذا المعيار تقريبًا)؛ ومع ذلك، فإن الأدلة محدودة بعوامل مثل المتابعة على المدى القصير أو الآثار التي ليست ذات دلالة إحصائية.

تشمل برامج التعليم K-12 وما بعد الثانوية. يتم سرد البرامج تحت كل فئة وفقًا لتصنيفها ويظهر تاريخ التحديث. على سبيل المثال، حتى يونيو 2020 كان هناك 12 برنامجًا تحت K-12 ؛ اثنان كانا من الطبقة العليا ، وخمسة كانوا من الطبقة العليا ، والباقي من الطبقة الإيحائية . يحتوي كل برنامج على معلومات حول البرنامج وطرق التقييم والنتائج الرئيسية والبيانات الأخرى مثل التكلفة لكل طالب. بخلاف الفئة العامة، لا يبدو أن هناك أي طريقة للتصفية لنوع البرنامج محل الاهتمام فقط، ولكن القائمة قد لا تكون طويلة بشكل خاص.
يسعى Straight Talk on Evidence إلى التمييز بين البرامج التي تدعي أنها فعالة فقط والبرامج الأخرى التي تظهر نتائج موثوقة بأنها فعالة. وهي تقدم تقارير في الغالب عن تقييمات التجارب العشوائية المضبوطة (RCT)، مدركة أن التجارب العشوائية المضبوطة لا تقدم أي ضمان بأن الدراسة تم تنفيذها جيدًا، أو أن نتائجها المبلغ عنها تمثل النتائج الحقيقية. يُعطى المؤلف الرئيسي للدراسة فرصة للرد على تقريرهم قبل نشره.